# 29490 Myslbek
29490 Myslbek è un asteroide della fascia principale. Scoperto nel 1997, presenta un'orbita caratterizzata da un semiasse maggiore pari a 2,3426115 UA e da un'eccentricità di 0,0698232, inclinata di 7,99690° rispetto all'eclittica.
È dedicato allo scultore ceco Josef Václav Myslbek.